# Lee Konitz
Leon "Lee" Konitz (født 13. oktober 1927, død 15. april 2020) var en amerikansk altsaxofonist.
Konitz var en af jazzens betydeligste saxofonister i årene omkring 1950. Hans navn er uløseligt forbundet med cool jazz, og han var den fornemste repræsentant for retningen i efterkrigstidens moderne jazz.
Han har ledet egne grupper og turnerede regelmæssigt i Europa, og i sommeren 1986 ledede han en workshop i København for danske musikere.